# Lorenzo al Dino
Lorenzo al Dino es un DJ, remixer y productor ítalo-austríaco de música electrónica. Entre sus premios y logros figuran el Amadeus Austrian Music Award como mejor productor/remixer y el Coca Cola Music Award como mejor productor. Fue disco de platino bajo el alias 7th District Inc. por el tema "Spinning Around" de Kylie Minogue en el año 2000. Como 7th District Inc. ha creado grandes éxitos en la escena underground como los remixes de los tracks “Lullaby” y “Wicked Game" o el tema “On the beach”. Al Dino ha seleccionado y mezclado recopilatorios como “On the Beach Salinas″, "Mountain Deluxe" y "Jockey Club Sessions"."
En 1992 fundó su primer sello discográfico en Viena (Austria) bajo el nombre Dee-Jay Recordings, en activo hasta 1996 con el que llegó a colaborar con Technics-Panasonic Austria. En 2005 crea Royal Plastic Music Group, discográfica de música electrónica que incluye los sellos Royal Plastic y lorenZOO donde ha producido la mayoría de sus últimos trabajos y a otros artistas.
Como Dj fue ganador del european Dj Championship en 1988 y desde entonces está vinculado a la escena electrónica europea. En la actualidad es Dj residente en Jockey Club Ibiza, y en Tiburón Beach Club Formentera, realizando también su recopilatorio anual. Es además, colaborador de diversas radios de música electrónica de la isla.

## Discografía

### Álbumes/CD Recopilatorios
2025
- Lorenzo al Dino / DJ 2025 (MRSFLV In The Dark Extended Remix)
- Lorenzo al Dino / Dancing Pinguins in the Jungle (Limited Edition Album on TAPE only)
- Deep FM - Underwater
- Lorenzo al Dino, Peter Cloud / Mind Eater (Gai Barone Extended Remix)
- Lorenzo al Dino & Peter Cloud / Mind Eater (St. Ego & Dh Hepri Remix)
- Lorenzo al Dino & Peter Cloud / Mind Eater
- Lorenzo al Dino & Javi Viana / Among The Free
- 7th District & Javi Viana / Turn Together (Extended Mix)

2024
- Lorenzo al Dino / Over The Rainbow
- Deep FM / Ashes to Ashes
- Oki & Doki - Achilipu
- Lorenzo al Dino & Javi Viana / Gulp, Back, Solid
- Lorenzo al Dino / Breakfast
- Lorenzo al Dino & Javi Viana / Tomorrow is Sunday
- Lorenzo al Dino & Javi Viana / It Izz what it Izz
- 7th District / come as you are (Lorenzo al Dino & Javi Viana Rmx)
- Deep FM / Flowers on the Moon
- Lorenzo al Dino & Javi Viana / Fauna (Opid Records)

2023
- Lorenzo al Dino / Far From Home
- Lorenzo al Dino / Enough
- Lorenzo al Dino & Javi Viana / Pan con Tomate
- Ibiza Poets / Lumiére
- 7th District / Popcorn
- Deep FM / Tribal Zoo
- Ibiza Poets / Dance like Hemingway
- Lorenzo al Dino & Javi Viana / Flying Silence / Purple
- 7th District / Heart of Glass
- Deep FM / African Soul
- Lorenzo al Dino & Javi Viana / Space Cosmic
- Lorenzo al Dino & Javi Viana / blah blah blah
- Deep FM / Trumpet (feat. Antonio De Padua Carvalho)
- Lorenzo al Dino & Javi Viana / Hope you are happy too
- 7th District, Cope / Kiss (Lorenzo al Dino & Javi Viana Extended Remix)

2022
- Deep FM / SUNSET (from Summer of 1999 EP)
- Deep FM / Many Nights (from Summer of 1999 EP)
- Deep FM / 7pm (from Summer of 1999 EP)
- David Lenis / Colegiala (7th District Remix)
- Lorenzo al Dino & Viana / Revolution

2021
- Deep FM / Dark Roots
- Lorenzo al Dino ft Chester Davis / Unicorn (Remixed)
- Deep FM / Who’s gonna stop you
- Lorenzo al Dino ft Cope / Lullaby (2021 Remixed)

2020
- Lorenzo al Dino / DJ (Album)
- Lorenzo al Dino ft. Lion O. King / Black (Album)
- Lorenzo al Dino ft Ola Egbowon / Hypnotized (Deep FM Remx)
- Lorenzo al Dino & Zazu Belmar / UP
- Deep FM / Back to the Roots
- Lorenzo al Dino / Una peseta
- Lorenzo al Dino / Un Dia En El Mar
- 7th District ft Frankie / Whooo
- Tiburon Beach Club Formentera 6 / Royal Plastic (CD Compilation & digital)

2019
- 7th District / wish you were here (Lorenzo al Dino Remix)
- Lorenzo al Dino & Ataman Live - Mountain Deluxe vol. 6 / Royal Plastic (Compilation, digital)
- Tiburon Beach Club Formentera 5 / Royal Plastic (CD Compilation & digital)

2018
- Lorenzo al Dino / wicked horizon
- Lorenzo al Dino / so nice (Original)
- DeepFM / Zero7
- 7th District ft Cope / Revelation
- Tiburón Beach Club Formentera 4 / Royal Plastic (CD Compilation & digital)

2017
- 7th District ft leon Oak / Schmetterlinge im Bauch
- Tiburón Beach Club Formentera 2017 / Royal Plastic (CD Compilation & digital)
- Lorenzo al Dino - Ibiza / Royal Plastic (solo álbum, CD & digital)

2016
- Tiburón Beach Club Formentera - 25 yrs / Royal Plastic (CD Compilation & digital)

2015
- Lorenzo al Dino - The Playlist / Royal Plastic (solo álbum, CD & digital)
- KARE Kraftwerk - Good Times / Royal Plastic for KARE (CD Compilation)
- Jockey Club Ibiza - Sessions 12 / Royal Plastic (CD Compilation & digital)

2014
- KARE Kraftwerk presents HYPNOTIZED / Royal Plastic for KARE (CD Compilation)
- Jockey Club Ibiza - Sessions 11 / Royal Plastic (CD Compilation & digital)

2013
- Mountain Deluxe St. Moritz Edition / Royal Plastic (CD Compilation & digital)
- Lorenzo al Dino pres. Deep FM - Yes / Royal Plastic (solo álbum, CD & digital)
- Jockey Club Ibiza - Session 10 / Royal Plastic (CD Compilation & digital)
- Ria's Beach Club (CD Compilation)

2012
- Jockey Club Ibiza - Sessions 9 / Royal Plastic (CD Compilation & digital)

2011
- Jockey Club Ibiza - Sessions 8 / Royal Plastic (CD Compilation)
- On the Beach 6 / EQ Music (CD Compilation)

2010
- Jockey Club Ibiza - Sessions 7 / Royal Plastic (CD Compilation)
- On the Beach 5 / EQ Music (CD Compilation)
- El Tiburón – Formentera / Royal Plastic (CD Compilation)
- Lorenzo al Dino & Salon de Musique / Royal Plastic (Digital álbum)
- Lorenzo al Dino - Life is a remix / Royal Plastic (solo álbum, CD & digital)
- Lorenzo al Dino pres. - Mountain de luxe 4 / EQ Music (CD Compilation)

2009
- Lorenzo al Dino - Diamond life / Royal Plastic (solo álbum, CD & digital)
- Jockey Club Ibiza - Sessions 6 / Royal Plastic (CD Compilation)

2008
- Searching for the summer 2008 - Summer 2008 / Marketagent (CD Compilation)
- Lorenzo al Dino & Waldeck - Jockey Club - Session 5 (CD Compilation)
- Lorenzo al Dino pres. - On the beach 4 / Warner Music (CD Compilation)
- Lorenzo al Dino pres. - Mountain de luxe 2 / Warner Music (CD Compilation)

2007
- Lorenzo al Dino pres. - On the beach 3 - Ibiza 7 Warner Music (CD Compilation)
- Big Mic & Lorenzo al Dino - Jockey Club Salinas - Sessions 4 (CD Compilation)
- Lorenzo al Dino pres. - Yemanja - Cala Jondal 2 (CD Compilation)

2006
- Lorenzo al Dino pres. - On the beach 2 - Ibiza / Warner Music (CD Compilation)
- Lorenzo al Dino pres. - Mountain de luxe / Warner Music (CD Compilation)

2005
- Lorenzo al Dino presents - Yemanja - Cala Jondal (CD Compilation)
- Lorenzo al Dino select & mix - I’m lovin it / Edel Records (CD Compilation)
- Lorenzo al Dino presents - On the beach - Ibiza / Warner Music (CD Compilation)

2004
- Lorenzo al Dino aka 7th District Inc - From the beach to the club 2 (CD Compilation)

2003
- Lorenzo al Dino aka 7th District Inc - From the beach to the club (CD Compilation)

2001
- 7th District Inc. - Vienna vibrations 2 / Sony Music- Austria (CD Compilation)

2000
- 7th District Inc. - Vienna vibrations 1 / Sony Music- Austria (CD Compilation)

1999
- 7th District Inc. - The world of 7th District Inc. / BMG Ariola- Austria(CD Compilation)

1998
- Golden House Traxx - elemental house / Ministry of Music-Austria (CD Compilation)

1996
- Ltd. Edition Compilation - Club culture / Technic/Panasonic- Japan (CD Compilation)
- World Aids Day Compilation - Together / Aids Benefiz - Austria (CD Compilation)

1995
- Club House Traxx Vol. 1 - Fierce (CD Compilation)

### Producciones y remixes
2021
- Lorenzo al Dino ft Cope - Lullaby (original remastered)

2020
- Lorenzo al Dino - DJ (original)
- Lorenzo al Dino featuring Lion O. King - Black (original)

2019
- Lorenzo al Dino - Up (original)
- Lorenzo al Dino – Una peseta (original)
- Lorenzo al Dino feat Frankie - Whooo (original)
- Lorenzo al Dino & 7th District - Wish you were here (cover)
- Lorenzo al Dino v/s Deladap - Music [Come on] (Ibiza club remix)
- Lorenzo al Dino - Un día en el mar (original)
- DeepFM – Nervous 90 (original)
- Music P & Marque Aurel feat Eddy Pop – Never Again (Lorenzo al Dino Remix)
- DeepFM - Moog Me (original)
- 7YFN – Sign (Lorenzo al Dino Remix)

2018
- Lorenzo al Dino - Wicked Horizon (original)
- Lorenzo al Dino - So Nice (original)
- 7th District ft Cope - Revelation (original)

2017
- Lorenzo al Dino ft Chester Travis - Unicorn (original)
- Lorenzo al Dino ft Lion O. King - How Love Can be (original)
- 7th District ft Laura Luppino - We Love This Way (original)
- 7th District ft Leon Oak - Schmetterlinge Im Bauch (original)
- Lorenzo al Dino ft Beverley T. - Diamond Life Original & Unreleased remixes (original)

2016
- Lorenzo al Dino ft Cope - Just Love (original)
- 7th District ft Siri Svegler - Running in Circles (original)

2015
- Lorenzo al Dino ft Austin Howard - On the Beach Remixes
- Lorenzo al Dino ft Cope - Good Times (original)

2014
- 7th District ft Baghira - the sound of silence
- Lorenzo al Dino ft Ola Egbowon - Hypnotized (original)
- Deep FM ft Baghira - creamy days (original)
- Deep FM ft Cope - with or without you (cover)
- Deep FM ft Joe - what deep can do (Original)

2013
- Deep FM - pianolicious (original)
- Deep FM - earotic clouds (original)
- Deep FM - Mr.Davis lost his trumpet (original)
- Deep FM ft E-Mix - freedom (original)
- Deep FM - Yes!(it's my club) (original)
- Deep FM - La Cadenza (original)
- Lorenzo al Dino - para mi churri (original)
- Lorenzo al Dino ft Ken-Ichi - this is ibiza (original)
- Lorenzo al Dino & Deep Josh ft Cope - kiss (cover)
- Lorenzo al Dino & Deep Josh ft Cope - come as you are (cover)

2012
- Lorenzo al Dino & Deep Josh - wicked game (2012 rmx) (cover)
- 7th District ft Austin Howard - on the beach (2012 rmx) (cover)

2011
- Lorenzo al Dino & Deep Josh ft Cope - lullaby (cover)
- Celine Roscheck - tango bello (original)
- Celine Roscheck - stressless (original)
- Celine Roscheck - string me (original)
- Sonique - cannot let u go (album single)

2010
- Lorenzo al Dino - espresso (original)
- Lorenzo al Dino ft Cati Bello - life is a bitch (original)
- Lorenzo al Dino ft E-Mix - remind (original)
- Lorenzo al Dino ft Dominiqe de Larrard - breathe in the air (original)
- Lorenzo al Dino - diamond life (Remixes)

2009
- The Funktuary - set the sun alight
- Lorenzo al Dino ft Dominique de Larrard - Villa Allende

2008
- Lorenzo al Dino & Deep Josh - wicked game (feat. Austin Howard)
- Deep Fm - Bridget lost in space (original)
- Salon de Musique - stressless (original)
- Angie Brown - your love (2008 rmx)
- Louis Botella -I feel love
- Phunk Investigation - your love
- Dominique de Larrard - Lili was here
- Lolosan - revolution (Josh back to tech mix)
- Alan Pikes - up (The Rokkafellaz r.i.p. mix)

2007
- 7th District Inc. feat. Austin Howard - big bubbles, no troubles (rmx)
- 7th District Inc. ft. Austin Howard - on the beach 2007 rmx
- 7th District Inc. ft. Daniela de Lima - mais lind theme
- 7th District Inc. - diamond life (single)
- 7th District Inc. - una vez más (original)
- 7th District Inc. feat. Beverley T. - gypsy dream (original)
- 7th District Inc. - sunrise (original)
- 7th District Inc. feat. Deed - heaven
- 7th District Inc. feat. Austin Howard - big bubbles, no troubles (original)
- Rooftop Cats - the sun goes up
- Montfort - mar y sol
- Club Cruisers - loveboat

2006
- Shik Stylko - black jack
- Alibi - I'll waiting for love
- Sistars - inspirations
- Lolosan - revolution
- 7th District Inc. feat. Austin Howard - on the beach / Re-styled

2005
- Arash - boro boro
- Lorenzo al Dino - Lorenzo's oil e.p.
- Pepe Link - minimar
- Soulmagic - yah yah
- Britalics - I can C through U
- 7th District Inc. feat. Austin Howard - on the beach 2005
- 7th District Inc. feat. Nadeen Holloway - love U more everyday
- 7th District Inc. feat. Angie Brown - your love
- 7th District Inc - tagomago

2004
- Pray 4 More - breakin away
- Deep Rules - wait
- 7th District Inc. feat. David Lenis - copacobana
- 7th District Inc. feat. Hubert Tubbs - feel real
- 7th District Inc. - 27/4 (Re-styled)
- 7th District Inc. - love breeze

2003
- 7th District Inc. - 24/7
- 7th District Inc. feat. Beverley T. - let life shine
- Michelle Week & Dawn Tallman - joyful noise
- Manuel Ortega - fed up with
- Sant & Matteo Esse feat.Chance - you & me (in Miami)
- Edyta - the story so far
- Morris T. feat. Barbara Tucker - let me be
- 2Narada Michael Walden - I shoulda loved you

2002
- Bootsy Collins feat. Kelli Ali - play with Bootsy
- The Stranglers - golden brown
- Narada Michael Walden - tonight
- Brent Laurence - spirit
- Factor 15 - twisted by the pool
- Hear’Say - lovin’ is easy
- Joe Adams - dancing
- Enrique Iglesias - escape
- Patricia - open sesame
- 7th District Inc. - bootyshaker

2001
- Maxee - this is where I wanna be
- S Club 7 - you
- Count Basic - ain’t you had enough
- Tamee Harrison - does he love me
- Atomic Kitten - turn me on
- Vanessa Amorosi - have a look
- Vanessa Amorosi - absolutely everybody
- Del Vegas feat.Odrey - felicidad
- Austin Howard - real women
- Lisa Hunt - stand up
- Soulsearcher - I can’t get enough
- Superglas - sunshine
- Mamasito - caliente
- B2Crazy - dream about you
- Brown Sugaar - freack out
- Deep fm - how many nights
- Deep fm - sunset

2000
- 7th District Inc. feat. Beverley T. - destiny
- 7th District Inc. feat. Janine Cross - all the things you are (remixes)
- 7th District Inc. - jazz
- 7th District Inc. - deep fm
- Tamee Harrison - a little bit
- Niki Haris - prayin (for love)
- Black Masses - give it all you got
- Spiller - groove jet
- Kylie Minogue - please stay
- Tom Jones & Heather Small - you need love like I do
- Supersister - shopping
- Glenn Sakazian - buck the system
- Time Square - I don’t know
- Charly Brown - good thing
- David Lenis - la colegiala
- Cluba - bailando el rumba
- Dhafer Yussef - heartbeat
- Madness - baggytrousers
- Kylie Minogue - spinning around
- Gloria Gaynor - late night
- Hi-Rise - givin’it up
- Jon Banfield - whenever you want me

1999
- 7th District Inc. feat. Janine Cross - burnin
- 7th District Inc. feat. Janine Cross - all the things you are
- 7th District Inc. - samba in space
- 7th District Inc. feat. Procter/Miller - getaway
- 7th District Inc. feat. Janine Cross - what a night
- Martin Miller - this time is love
- Giorgio Moroder - reach out
- Michael Procter - paradise
- Tina Turner - when the heartache is over
- Jamelia - thinking about you
- City Liquers - yohm theme
- City Liquers - herb for herbie
- City Liquers - love & money
- Bobobo Club - games we like to play
- Count Basic vs. 7th District Inc. -licence to kill

1998
- Kid Creole & the Coconuts - I got my handy on
- Alison Limerick - where love lives
- Hot Pants Road Club - gimme good lovin´
- Klub Zoo feat. Brian Chambers - higher love
- Shawn Benson - keep standing
- Deep Swing feat. Xavior - shelter
- Kid Creole vs. 7th District Inc. - stool pigeon 99
- 7th District Inc. feat. W.Thompson - music takes my high
- 7th District Inc. feat. Michael Procter - work! it
- 7th District Inc. feat. Mystic Aura - fortuneteller
- 7th District Inc. feat. E-Mix - the bottle

1997
- Gosh! - get up (on your feet)

1996
- Mar y Sol - sunset
- DSP feat. Terence F.M. - keep on steppin
- Blue Kangaroos - a.s.jam

1995
- Woody Thompson - love’s no game (remix)
- Mar y Sol - sunrise e.p.
- Woody Thompson -love’s no game

1994
- The Housequeen - do it your own way
- Woody Thompson - there’s some feeling
- Tribal Men - jammin`

1993
- Nadeen Holloway - happy (remix)
- Nadeen Holloway - happy
- Master of Vibration - be crazy
- Temple of House - house is a feelin

1990
- Mc Billy D. - unbelievable

1989
- Whole Wild World - speeding bullet

1988
- Corry - I love the nightlife

1987
- City Punch - fun in Ibiza

## Publicidad
- Red Bull Air Race DVD (2006)
- Coca Cola, Fanta, Laufen Ceramic, Sieger Design, Mc Donalds (2005)
- Thanks givin' (with Marianne Sägebrecht) (2002)

## Premios
- "Mejor Ibiza Beach Club Dj" del año 2022
- "Mejor recopilatorio musical 2016" por "Jockey Club Sessions 12"[7]
- "Mejor productor del año 2002" como 7th District en los premios "Amadeus Music Award", Austria.
- "Disco de Platino" (año 2000) como 7th District por el production y remix del tema de Kylie Minogue "Spining Around"